# Quincy Watts
Quincy D. Watts (* 19. ledna 1970 Detroit, Michigan) je bývalý americký atlet, sprinter, specialista na 400 metrů, olympijský vítěz v této disciplíně z roku 1992.
V mládežnických kategoriích se orientoval nejdříve na sprinty na 100 a 200 metrů. V roce 1988 získal zlatou medaili na Mistrovství světa juniorů ve štafetě 4 × 100 metrů. V následujících letech se specialzoval na trať 400 metrů. V roce 1991 byl členem štafety USA, která vybojovala stříbrnou medaili na světovém šampionátu. O rok později se v Barceloně stal olympijským vítězem v běhu na 400 metrů, když ve finále porazil obhájce titulu Steve Lewise a zlepšil olympijský rekord na 43,50. Druhou zlatou medaili vybojoval jako člen kvarteta USA ve štafetě na 4 × 400 metrů. Štafeta ve složení Andrew Valmon, Michael Johnson, Steve Lewis a Quincy Watts vytvořila světový rekord časem 2:55,74. Na mistrovství světa v roce 1993 pak štafeta USA (ve složení Andrew Valmon, Quincy Watts, Butch Reynolds a Michael Johnson) zvítězila v této disciplíně a vylepšila světový rekord na 2:54,29.
V dalších letech Quincy Watts už výraznějšího úspěchu na mezinárodních soutěžích nedosáhl, s aktivní kariérou skončil v roce 1997.

## Osobní rekordy
Dráha
- Běh na 4 × 400 metrů – 2:54,29 min. (22.8. 1993, Stuttgart)  (Současný světový rekord)